# Oscar Fürst
Carl Oscar Fürst, född den 20 december 1892 i Härnösand, död den 20 juli 1982 i Göteborg, var en svensk sjömilitär. 
Oscar  Fürst var son till Oscar Fredrik Fürst (1850-1926), överingenjör vid Härnösands varv och mekaniska verkstad, och Jenny Maria Tinnerholm (1863-1956).
Fürst blev fänrik vid flottan 1915, löjtnant 1918, kapten 1928, kommendörkapten av  andra graden 1938 och av första graden 1941. Han genomgick Sjökrigshögskolans artillerikurs 1925, var lärare vid Sjökrigshögskolan 1931–1937, var chef för artilleridepartementet i Karlskrona 1936–1941, var chef på pansarskeppet Sverige 1941–1942 och för Göteborgs örlogsvarv 1942. Fürst befordrades till kommendör 1944 och övergick som sådan till reserven 1948. Han blev förste byrådirektör i Krigsmaterielverket 1945 och var byråchef där 1950–1956. Fürst invaldes som ledamot av Örlogsmannasällskapet 1934. Han blev riddare av Nordstjärneorden 1935, av Svärdsorden 1936 och av Vasaorden 1938. Fürst vilar på Nya Varvets kyrkogård i Göteborg.